# Voyagers! - Viaggiatori del tempo
Voyagers! - Viaggiatori del tempo (titolo originale: Voyagers!) è una serie televisiva di fantascienza avventurosa del 1982. La serie, composta di una sola stagione per un totale di 20 episodi di 45 minuti, fu trasmessa negli Stati Uniti dal network NBC dall'ottobre 1982 al luglio 1983; in Italia è stata trasmessa da Canale 5.

## Trama

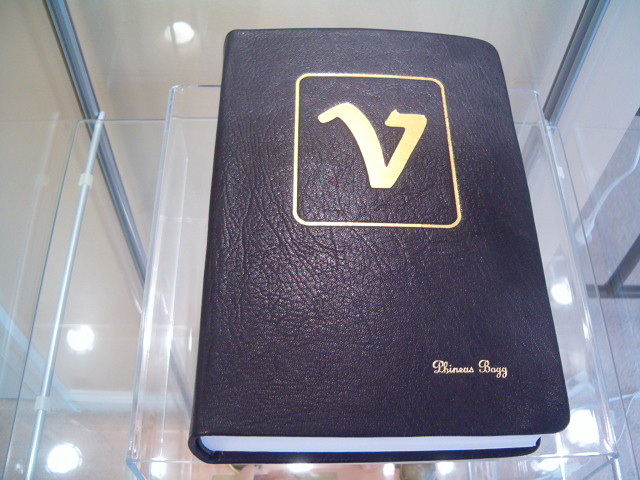
Il taccuino dei Viaggiatori

Phineas Bogg è un pirata del XVII secolo che tramite un apparecchio chiamato Omni riesce a viaggiare nel tempo.
Capitato nell'anno 1982, conosce Jeffrey Jones, un dodicenne e per un fortuito evento parte in viaggio con il ragazzo, dimenticando però il libro che lo aiuta nei viaggi.
L'Omni porta i protagonisti in vari momenti storici particolari, dove la storia ha preso direzioni che deviano dal corso normale.
Per poter proseguire nel viaggio devono riportare il corso del tempo nei giusti binari e l'Omni segnala la fine dell'avventura con una luce verde.

## Episodi
| Stagione       | Episodi | Prima TV USA | Prima TV Italia |
| -------------- | ------- | ------------ | --------------- |
| Prima stagione | 20      | 1982-1983    |                 |

## Personaggi
- Phineas Bogg (Jon-Erik Hexum)
- Jeffrey Jones (Meeno Peluce)

## Cast tecnico
- Regia: Winrich Kolbe, Alan J. Levi, Paul Lynch, Bernard McEveety, Alan Myerson, Sigmund Neufeld Jr., James D. Parriott, Ernest Pintoff, Ron Satlof, Paul Stanley, Virgil W. Vogel, Dean Zanetos.
- Musiche: J.A.C. Redford